# قناة جرجرة
قناة جرجرة هي قناة جزائرية مستقلة خاصة موجهة للأطفال، انطلق بثها التجريبي في أبريل 2013، وانطلقت رسميا في الأول من يونيو 2013 تزامنا مع اليوم العالمي للطفل وهي أول قناة جزائرية مخصصة للأطفال.

## أهداف القناة
تهدف قناة جرجرة إلى تنمية عقل الطفل من خلال عرض برامج تثقيفية ومسلسلات كرتونية هادفة كما تنمي روح الفكاهة والدعابة في عقل الطفل أيضا وتجعله قادرا على ابتكار الأشياء من خلال برامج الأوريغامي وصنع أشغال يدوية

## ترددات القناة
كانت تبث القناة على مدار نايلسات على التردد 11393 عمودي 27500.

## إختفاء القناة
إختفت القناة من مدة ولم تعد من جديد لأسباب مالية حالت دون ذلك

## البرامج
إضافة إلى الرسوم المتحركة والأناشيد وبرامج الأطفال الأخرى تبث قناة جرجرة للأطفال مجموعة من البرامج الهادفة من إنتاجها الخاص.
- حاجيلي
- كريمو الماجيك
- حاجة من والو
- مصطلحات مدنية
- خربشات
- دراري في داري
- ربيني صح
- ذاكرة الأيام
- سلسلة هل تعلم
- لقطة اليوم